# Берёза даурская
Берёза дау́рская, или Берёза чёрная дальневосто́чная (лат. Betula dahurica) — вид деревьев рода Берёза (Betula) семейства Берёзовые (Betulaceae).

## Распространение и экология
В природе ареал вида охватывает юг Сибири, Дальний Восток России, Монголию, северо-восточные районы Китая (провинции Хэбэй, Хэйлунцзян, Гирин, Ляонин, Внутренняя Монголия, Шэньси и Шаньси), Корейский полуостров и Японию (острова Хоккайдо и Хонсю). На Дальнем Востоке широко распространена в Приморском крае, на юге Хабаровского края и Амурской области. В горы выше 300—400 м обычно не поднимается.
Произрастает на сухих, хорошо дренированных увалах, склонах, террасах и берегах речек, песчаных гривах в долинах рек. Одиночно встречается на открытых горных склонах среди кустарных зарослей. Образует чистые или смешанные насаждения с дубом на юге или с берёзой плосколистной (Betula platyphylla) на севере своего ареала. Светолюбивое растение, отсутствует в горных хвойных лесах. 
Довольно устойчива к пожарам. Наиболее повреждается ими лишь в стадии подроста и жердяка. Растёт быстрее дуба и после пожара её поросль перегоняет поросль дуба.
К почве требовательна; предпочитает плодородные суглинки и супеси. Считается показателем отсутствия заболоченности и пригодности почвы для земледелия.
Легко размножается семенами. Норма высева 4—5 г на м², средняя всхожесть 45 %. 
В 1980 году одиночная чёрная берёза была обнаружена в Сузунском районе Новосибирской области России.

## Ботаническое описание
Дерево высотой 6—18 м и диаметром ствола 30—60 см; с прямыми стволами и косо вверх поднимающимися ветвями на юге ареала; с вильчато ветвистым на половине своей высоты и более раскидистой кроной на севере. Кора старых деревьев тёмно-серая или чёрно-коричневая, сильно, особенно вдоль, растрескивающаяся и расслаивается на множество тонких слоёв на ребрах между трещинами, шелковистая на ощупь; у более молодых ветвей розоватая, красноватая или коричневая; кора ветвей светло или тёмно-коричневато-бурая с белыми чечевичками.
Листья овальные или яйцевидные, длиной 4—6 см, шириной 3—5 см, с широко-клиновидным или округлым основанием, заострённые, по краю неправильно или двоякозубчатые, молодые опушённые, взрослые сверху тёмно-зелёные с редкими волосками по жилкам, снизу светло-серо-зелёные, опушённые по жилкам, на волосистых черешках длиной 8—15 мм.
Тычиночные серёжки длиной 3,8—9 см. Пестичные — удлинённо-цилиндрические, прямые или поникающие, длиной 2—3 см, диаметром 0,7—0,9 см, на ножке длиной 1 см. Прицветные чешуи длиной 4—5 мм, голые или покрыты желёзками, трёхгранные, у основания коротко или реже удлинённо-клиновидные; средняя лопасть широко-ланцетная, уже и длиннее боковых удлинённо-овальных и отклонённых в стороны.
Плод — овальный или обратнояйцевидный, у вершины опушённый орешек длиной 1,5—2,5 мм. Вес 1000 семян примерно 0,8 г, в 1 кг 1 250 000 семян.
Плодоношение в сентябре — октябре.

## Химический состав
Молодые листья богаты протеином и заключают большое количество клетчатки. В золе содержится (в %): кальция 28,75, калия 17,59, магния 8,70, фосфора 6,07, натрия 2,64, кремния 1,73, серы 0,5.
| Дата        | Воды в % | От абсолютно сухого вещества в % | От абсолютно сухого вещества в % | От абсолютно сухого вещества в % | От абсолютно сухого вещества в % | От абсолютно сухого вещества в % |
| Дата        | Воды в % | Зола                             | Протеин                          | Жир                              | Клетчатка                        | БЭВ                              |
| ----------- | -------- | -------------------------------- | -------------------------------- | -------------------------------- | -------------------------------- | -------------------------------- |
| 1 июня      | 11,3     | 6,6                              | 16,2                             | 4,3                              | 10,3                             | 62,6                             |
| 20 августа  | 11,2     | 5,1                              | 13,0                             | 8,8                              | 17,5                             | 55,6                             |
| 15 сентября | 9,2      | 7,4                              | 10,6                             | 4,5                              | 19,4                             | 58,1                             |

## Значение и применение
Древесина желтоватая, твёрдая, тяжёлая, по прочности уступает только березам Шмидта и ребристой. Используется на фанеру, детали в машиностроении, паркет и для других целей. Запасы сравнительно невелики. По своим значительным запасам серьёзно уступает берёзам плосколистной и ребристой. Используется на топливо.  
Пятнистым оленем поедается круглый год (листья, почки, тонкие ветки), но плохо. Хорошо поедается крупным рогатым скотом. 

## Таксономия
Вид Берёза даурская входит в род Берёза (Betula) подсемейства Берёзовые (Betuloideae) семейства Берёзовые (Betulaceae) порядка Букоцветные (Fagales).
|  |                                      |  |                                                             |                                                             |                     |  | ещё 7 семейств (согласно Системе APG II) | ещё 7 семейств (согласно Системе APG II)                   |                                                            |  |  |  | ещё 1—2 рода        | ещё 1—2 рода        |  |  |
|  |                                      |  |                                                             |                                                             |                     |  | ещё 7 семейств (согласно Системе APG II) | ещё 7 семейств (согласно Системе APG II)                   |                                                            |  |  |  | ещё 1—2 рода        | ещё 1—2 рода        |  |  |
|  |                                      |  |                                                             | порядок Букоцветные                                         |                     |  |                                          |                                                            | подсемейство Берёзовые                                     |  |  |  |                     | вид Берёза даурская |  |  |
|  |                                      |  |                                                             | порядок Букоцветные                                         |                     |  |                                          |                                                            | подсемейство Берёзовые                                     |  |  |  |                     | вид Берёза даурская |  |  |
|  | отдел Цветковые, или Покрытосеменные |  |                                                             |                                                             | семейство Берёзовые |  |                                          |                                                            | род Берёза                                                 |  |  |  |                     |                     |  |  |
|  | отдел Цветковые, или Покрытосеменные |  |                                                             |                                                             |                     |  |                                          |                                                            |                                                            |  |  |  |                     |                     |  |  |
|  |                                      |  | ещё 44 порядка цветковых растений (согласно Системе APG II) | ещё 44 порядка цветковых растений (согласно Системе APG II) |                     |  |                                          | ещё одно подсемейство, Лещиновые (согласно Системе APG II) | ещё одно подсемейство, Лещиновые (согласно Системе APG II) |  |  |  | ещё более 110 видов |                     |  |  |
|  |                                      |  |                                                             | ещё 44 порядка цветковых растений (согласно Системе APG II) |                     |  |                                          |                                                            | ещё одно подсемейство, Лещиновые (согласно Системе APG II) |  |  |  |                     |                     |  |  |

### Номенклатурная цитата[10]
16. B. dahurica Pall. Fl. Ross. I (1784) 60; Ldb. Fl. Ross. III, 651; Turcz. Fl. baic.-dahur. II, 2, 128; Rgl. Monogr. 55; Rgl. in DC. Prodr. XVI, 2 (1868) 174; Trautv. in Maxim. Primit. Fl. Amur. (1859) 250; Koм. л. Maнч. II, 45; H. Winkl. in Engl. Pflzr. H. 19 (1904) 86. — B. dioica Pall. Reise III, 224, 321, 421, nom. nud.— B. Maximoviczii Rupr. in Bull. Acad. Pétersb. XV (1857) 139. — B. Maackii Rupr. in Bull. Acad. Pétersb. XVI (1857) 564. — Ic.: Pall. Fl. Ross. I (1784) tab. 39, f. A–В. — Б. даурская или черная.